# Biddenham
Biddenham est un village et une paroisse civile du Bedfordshire, en Angleterre. Il est situé à quelques kilomètres à l'ouest du centre-ville de Bedford. Au début du XXIe siècle, il constitue une cité-dortoir dont les habitants travaillent à Bedford ou à Londres, accessible en train via la gare de Bedford (en).
Au recensement de 2011, la paroisse civile de Biddenham comptait 1 634 habitants.

## Patrimoine
- L'église paroissiale de Biddenham (en) est dédiée à saint Jacques. Le bâtiment remonte à l'époque normande, mais il a été reconstruit à partir du XIVe siècle. C'est un monument classé de Grade I depuis 1964[2].
- La gravière de Biddenham Pit (en) est un site d'intérêt scientifique particulier depuis 1988[3].